# Войни-Пецкі
Войни-Пецкі (пол. Wojny-Piecki) — село в Польщі, у гміні Шепетово Високомазовецького повіту Підляського воєводства.
Населення — 95 осіб (2011).
У 1975-1998 роках село належало до Ломжинського воєводства.

## Демографія
Демографічна структура станом на 31 березня 2011 року:
|          | Загалом | Допрацездатний вік | Працездатний вік | Постпрацездатний вік |
| -------- | ------- | ------------------ | ---------------- | -------------------- |
| Чоловіки | 44      | 8                  | 27               | 9                    |
| Жінки    | 51      | 9                  | 25               | 17                   |
| Разом    | 95      | 17                 | 52               | 26                   |